# NGC 2679
NGC 2679 est une galaxie lenticulaire située dans la constellation du Cancer. NGC 2679 a été découverte par l'astronome britannique William Herschel en 1785.

## Caractéristiques
Sa vitesse par rapport au fond diffus cosmologique est de 2 270 ± 17 km/s, ce qui correspond à une distance de Hubble de 33,5 ± 2,4 Mpc (∼109 millions d'al).
À ce jour, une mesure non basée sur le décalage vers le rouge (redshift) donne une distance d'environ 25,000 Mpc (∼81,5 millions d'al). Cette valeur est à l'extérieur des valeurs de la distance de Hubble. Notons que c'est avec la valeur moyenne des mesures indépendantes, lorsqu'elles existent, que la base de données NASA/IPAC calcule le diamètre d'une galaxie et qu'en conséquence le diamètre de NGC 2679 pourrait être d'environ 18,1 kpc (∼59 000 al) si on utilisait la distance de Hubble pour le calculer.